# Little Blue Books
Little Blue Books ist eine Taschenbuchreihe, welche im Jahre 1919 von Emanuel Haldeman-Julius in Girard, Kansas gegründet wurde und bis 1978 fortgeführt wurde.
Ihr Zweck war es, Literatur aller Genres auch weniger bemittelten Menschen zugänglich zu machen. Die Bücher hatten das Format 8,9 cm * 12,7 cm und passten so auch in die Jackentasche eines Arbeiters. Sie wurden auf einfachem Papier gedruckt und kosteten anfangs 5 Cent. Die Taschenbücher erfreuten sich großer Beliebtheit. Im Laufe der Zeit wurden mehr als 300 Millionen Bücher der Reihe verkauft.